# Darius Sharpe
Darius Sharpe (nacido el 28 de febrero de 1995 en Atlanta, Georgia, Estados Unidos) es un jugador de baloncesto estadounidense. Con 1,91 metros de estatura, juega en la posición de escolta.

## Trayectoria
Inició su carrera universitaria en la Georgia State University, para un año más tarde ingresar en la Southern Wesleyan University, con sede en Central, Carolina del Sur. Allí formó parte de la plantilla de los Warriors y compitió en la Division II de la NCAA, completando su ciclo académico en 2017 y logrando en su última temporada unos promedios de 21 puntos y 3,8 rebotes por encuentro.